# Jardins familiaux à Stockholm

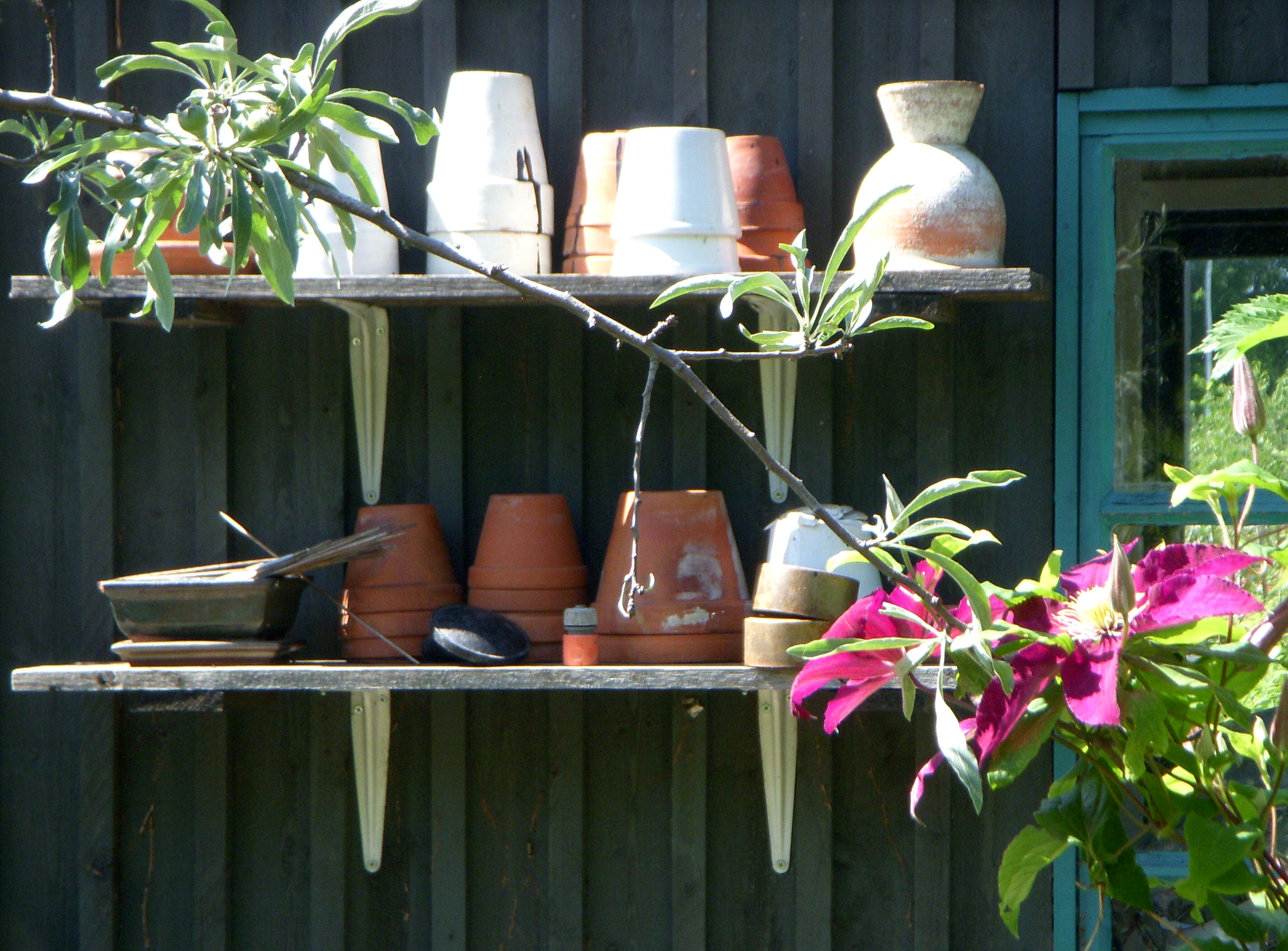
Photo prise dans un jardin familial du lotissement de Söderbrunn, plus vieux lotissement de jardins familiaux de Stockholm.

L'existence de lotissements de jardins à Stockholm est le résultat d'une politique urbaine dont les origines remontent au début du XXe siècle. La paternité de la mise en place de lotissements de jardins familiaux à Stockholm est attribuée à la sociale démocrate et féministe suédoise Anna Lindhagen. Le premier lotissement de jardins familiaux, le lotissement de Söderbrunn dans le quartier de Norra Djurgården, dans le district d'Östermalm, date de 1905 et est aujourd'hui toujours existant.
Le mouvement pour les jardins familiaux est à l'origine un mouvement allemand, mais dans le cas de Stockholm c'est le modèle danois de Copenhague qui a servi de modèle à la politique de construction de jardins familiaux à Stockholm. Le mouvement a été animé par plusieurs impératifs au cours de l'histoire, impératifs de santé publique, volonté de subvenir à des pénuries de nourriture, ou alternative à la vie citadine et urbaine.
Plusieurs de ces lotissements de jardins ont été détruits au cours du XXe siècle, notamment durant l'Entre-deux-guerres avec la disparition de la pénurie de nourriture et les besoins d'expansion urbaine de la capitale. La ville de Stockholm et ses environs compte de nos jours, en 2010, environ 10 000 jardins familiaux répartis en 150 zones. Le plus grand lotissement de jardins familiaux est le lotissement de Skarpnäcks et ses 554 jardins. Le dernier lotissement en date est le lotissement d'Årsta, ouvert en septembre 2003.

## Sources
- (en) Cet article est partiellement ou en totalité issu de l’article de Wikipédia en anglais intitulé « Koloniträdgårdar i Stockholm » (voir la liste des auteurs).